# Dinko Šakić
Dinko Ljubomir Šakić (* 8. September 1921 in Studenci, Königreich der Serben, Kroaten und Slowenen; † 20. Juli 2008 in Zagreb, Kroatien) war von April bis November 1944 ein kroatischer KZ-Kommandant des von der Ustascha geleiteten KZ Jasenovac im faschistischen Unabhängigen Staat Kroatien (NDH) und aufgrund der Verantwortung für die dortige Ermordung Tausender serbischer und jüdischer Zivilisten verurteilter Kriegsverbrecher.

## Leben und Wirken

### Frühe Jahre und Hintergrund
Šakić wurde 1921 in Studenci im damaligen Königreich der Serben, Kroaten und Slowenen (1918–1929) geboren. Ab dem Alter von zwei Jahren lebte er mit seiner Familie in Bosanski Brod. 1934 wurde er im Alter von 13 Jahren aufgrund der Verbreitung von Ustascha-Propaganda der Schule verwiesen. Die Ustascha war zu der Zeit ein rechtsextrem-terroristischer Geheimbund, der ein unabhängiges Großkroatien als Ziel verfolgte. Mit dem Erreichen der Volljährigkeit sollte er sich deswegen vor Gericht verantworten, jedoch floh er zuvor nach Berlin. Von dort aus wurde er am 20. April 1938 im Alter von 17 Jahren offizielles Mitglied der Ustascha.

### Während des Ustascha-Regimes

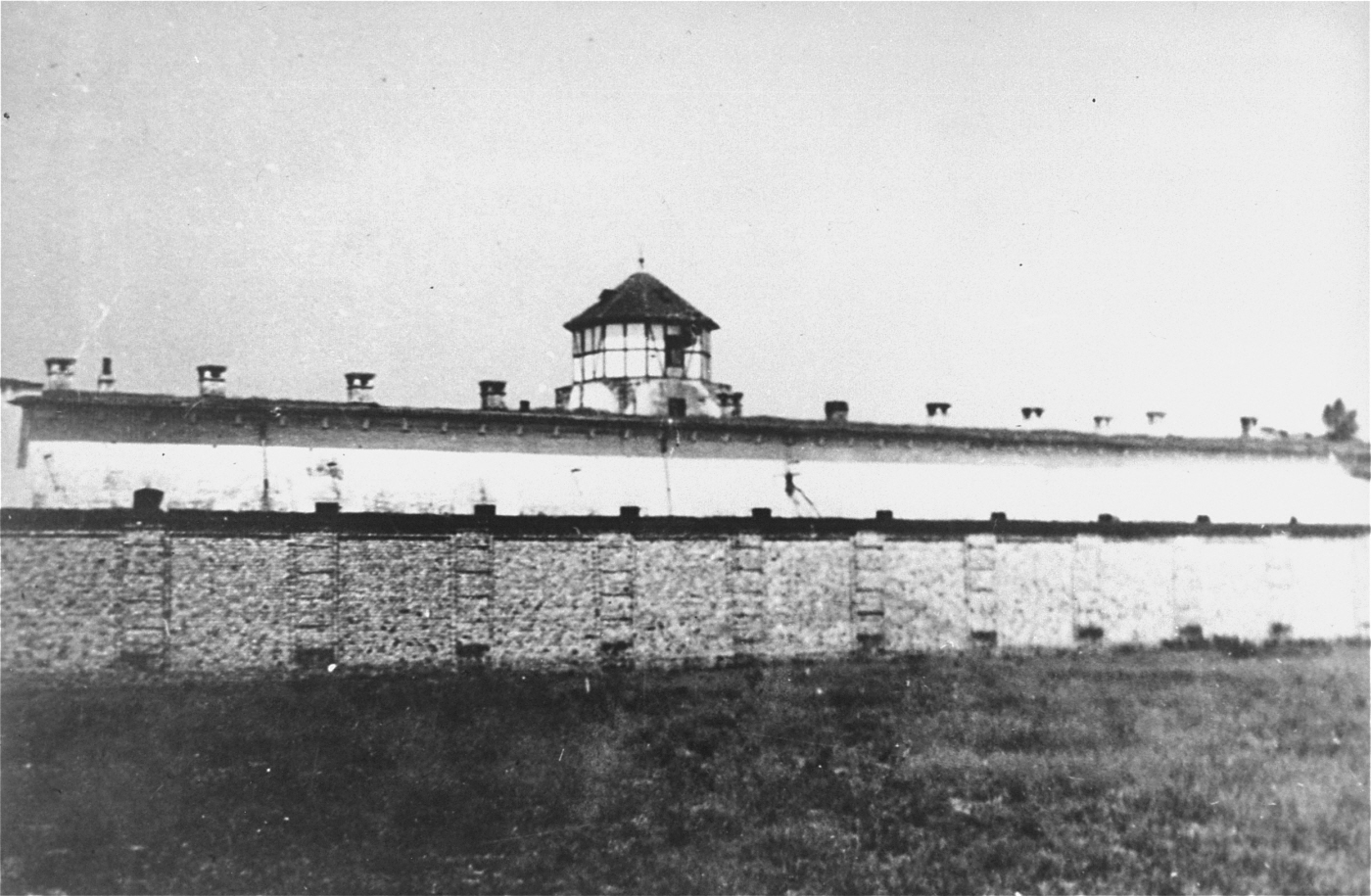
Im Frauen- und Kinderlager KZ Stara Gradiška begann 1941 Šakićs Laufbahn als KZ-Kommandant.

Beim Balkanfeldzug im April 1941 wurde das Königreich Jugoslawien (1918–1941) von Nazi-Deutschland und vom faschistischen Italien überfallen, besetzt und unter den Achsenmächten aufgeteilt. Šakić war 19 Jahre alt, als am 10. April 1941 nach dem Einmarsch deutscher Truppen in Zagreb unter der Herrschaft der nun faschistischen bzw. klerofaschistischen Ustascha der Unabhängige Staat Kroatien (1941–1945) proklamiert wurde. Das Ustascha-Regime ließ anschließend, unterstützt durch kroatisch-katholische Würdenträger, den planmäßigen Völkermord an den Serben im Unabhängigen Staat Kroatien durchführen, dem auch Juden und Roma, kroatische und bosnisch-muslimische Systemgegner sowie andere Minderheiten zum Opfer fielen.
Mit der Gründung des Ustascha-Staates wurde Šakićs Vater Mate als fanatisches Ustascha-Mitglied als Bürgermeister von Bosanski Brod platziert, der sich schließlich aktiv an der Vertreibung von Serben und deren Zwangskatholisierung um Slavonski Brod und Bosanski Brod beteiligte. Widerstand wurde mit Mates Anweisung der Deportation ins KZ Jasenovac und KZ Gospić vergolten. Šakić selbst schloss sich Mitte April 1941 einer Ustascha-Legion in Wien an.
Ende 1941 kehrte Šakić als Mitglied der Ustaška mladež (kroatisch für „Ustascha-Jugend“) nach Kroatien zurück und wurde mit 20 Jahren stellvertretender Lagerkommandant des Konzentrationslagers Jasenovac, genauer des Außenlagers KZ Stara Gradiška. Beide waren berüchtigt für die dort verübten Verbrechen. Zuvor patrouillierte er noch bewaffnet durch Bosanski Brod und Slavonski Brod. Im April 1944 wurde er schließlich Kommandant des Lagers Jasenovac. In den Konzentrationslagern starben überwiegend dort gefangen gehaltene Serben, aber auch zahlreiche Juden und Roma. Dabei wurden die meisten auf sadistische Art und Weise ermordet.
Anfang 1945 bereitete Šakić gemeinsam mit ehemaligen KZ-Kommandanten des Lagers wie Ljubo Miloš, Miroslav Filipović und Dominik Hinko Pićili die organisierte Vernichtung von Beweismitteln und die Schließung des KZ Jasenovac vor, nachdem die jugoslawischen Partisanen immer wieder angriffen, um das Lager zu befreien. So wurden beispielsweise Leichen ausgegraben, verbrannt und die noch lebenden Gefangenen begann man zu ermorden. In den letzten Apriltagen wurden schließlich alle verbliebenen Häftlinge ermordet, Dokumente und Unterlagen vernichtet und das Lager gesprengt. Am 2. Mai erreichten die Einheiten der Partisanenarmee das niedergebrannte Lager Jasenovac. Šakić begab sich wie dessen Vater auf die Flucht, jedoch konnte Mate Šakić rechtzeitig gefangen genommen werden. Dieser wurde 1945 von der Staatlichen Kommission für Kriegsverbrechen für schuldig befunden, zum Tode verurteilt und im selben Jahr hingerichtet.

### Flucht und Ergreifung

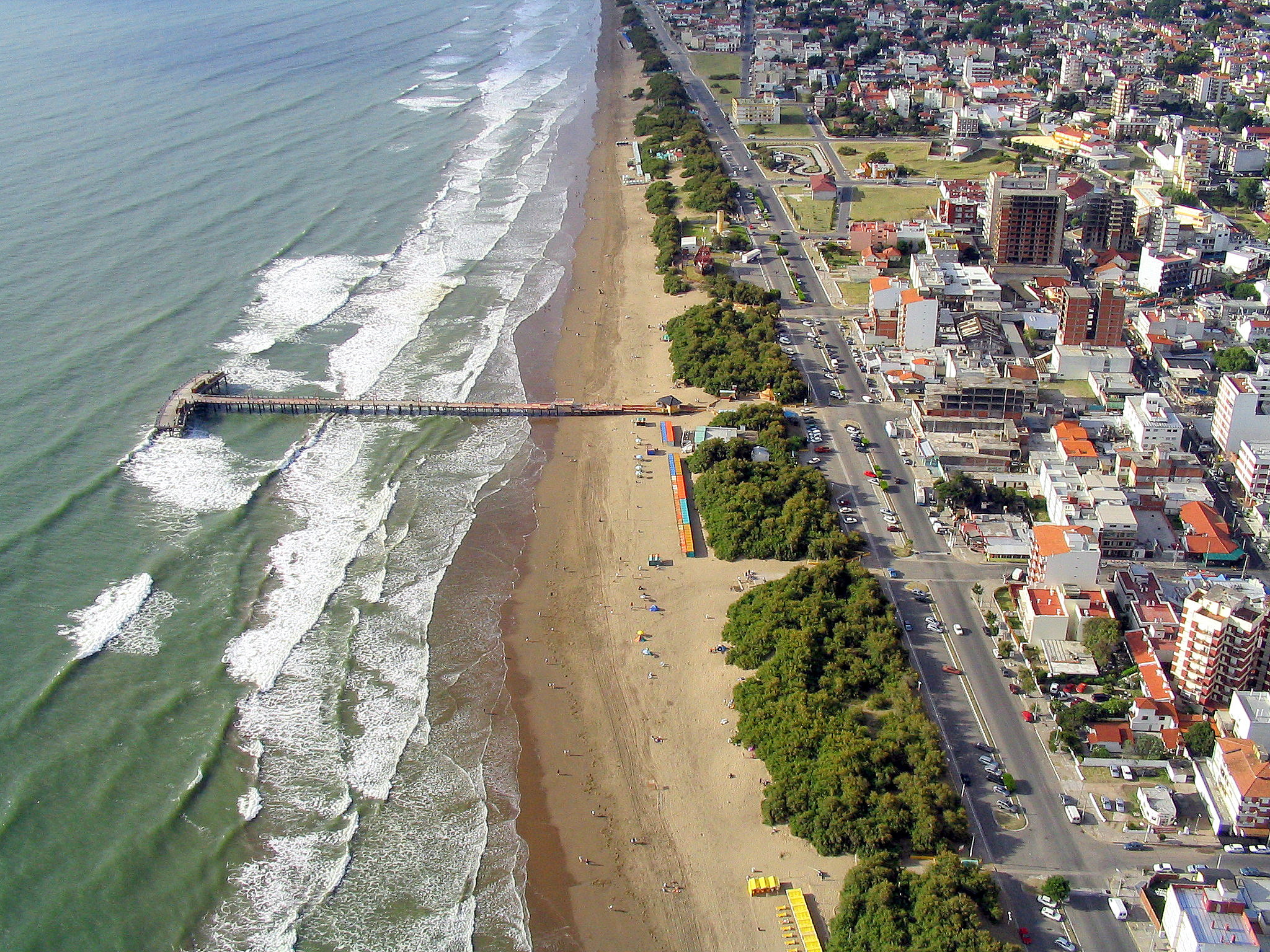
Der Badeort Santa Teresita.

In den Nachkriegswirren schlug sich Šakić mit Ustascha-Führer Ante Pavelić, dem Poglavnik, über Rattenlinien von Zagreb nach Österreich in die Alpen durch, ehe er 1947 mit seiner Frau Nada Šakić, einer Schwester von Ustascha-General Vjekoslav Luburić, in Genua ein Schiff nach Argentinien bestieg. Zuvor half ihnen Krunoslav Draganović, ein Geistlicher der Ustascha.
Aus Dinko Šakić wurde der Textilhändler Ljubomir Bilanović. Von Argentinien aus war er in emigrierten Ustascha-Kreisen aktiv und beteiligte sich an der Vorbereitung von mehreren terroristischen Anschlägen gegen jugoslawische Botschafter und Botschaften. Anfang der 1990er Jahre erschien er auf einem Veteranentreffen in Ustascha-Uniform. 1998 wurde er aufgrund des internationalen Drucks auf Kroatien von Argentinien nach Zagreb ausgeliefert und später auch seine Frau Nada.
Zuvor hatte er mehr als 50 Jahre unbehelligt 300 Kilometer südöstlich von Buenos Aires im Badeort Santa Teresita gelebt, bevor der „Nazi-Jäger“ Efraim Zuroff ihn dort ausfindig machte. Dinko Šakić wurde angeklagt, das Verfahren gegen Nada Šakić, die das Frauenlager Stara Gradiška beaufsichtigt hatte, wurde eingestellt. Obwohl sie ihren Mann an Grausamkeiten bisweilen noch übertroffen haben soll, teilte die kroatische Staatsanwaltschaft mit, die Beweise gegen sie reichten nicht aus.

### Anklage, Verfahren und Verurteilung

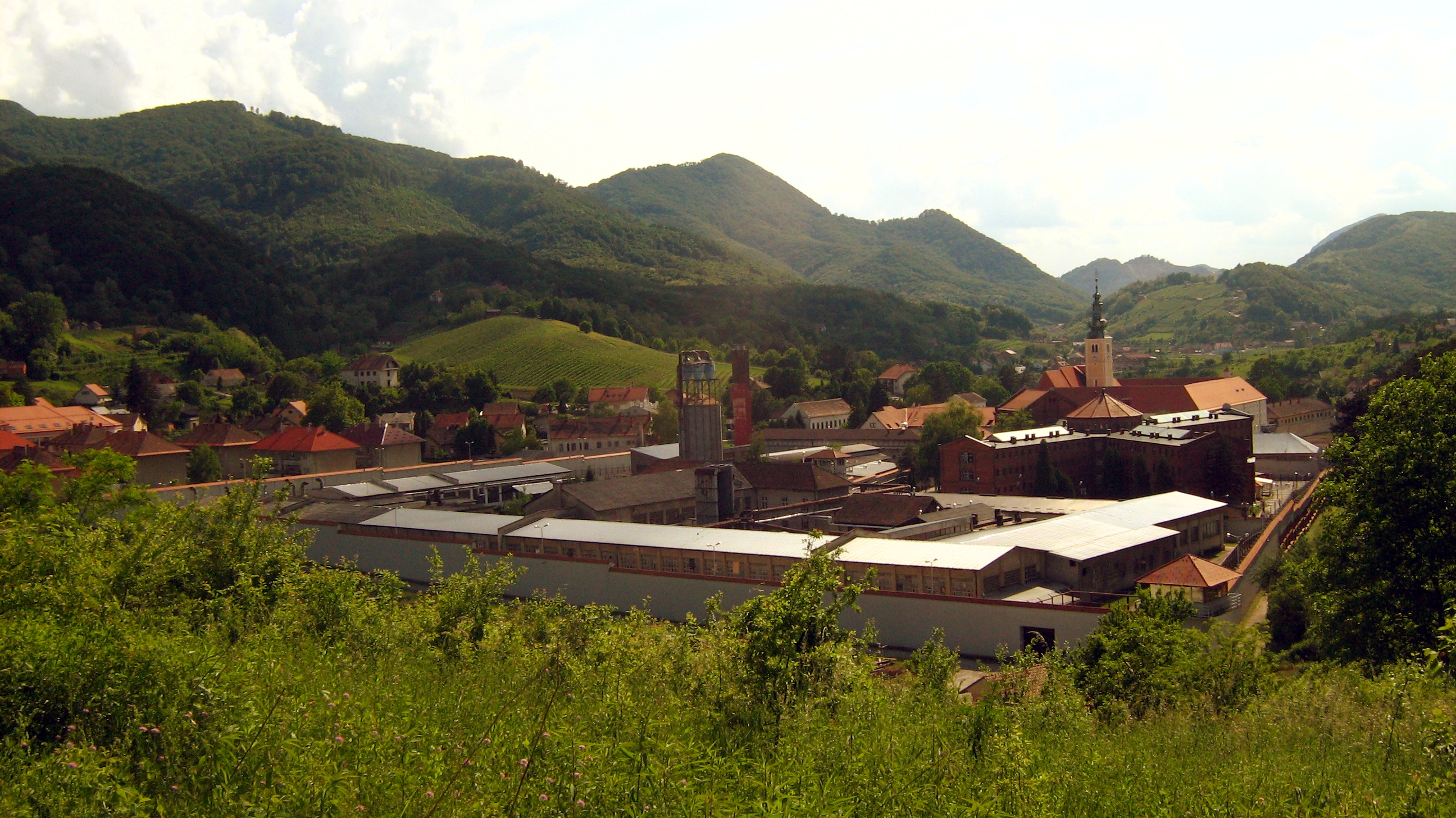
Das ehemalige KZ und heutige Lepoglava-Gefängnis (2010)

Šakić wurden Verbrechen gegen die Menschlichkeit und Verstöße gegen internationales Recht vorgeworfen. 1999 begann in Zagreb das Verfahren. Er kam zuvor ins Remetinec-Gefängnis bei Gradec. Der Staatsanwalt hatte Šakić als Massenmörder angeklagt, der im KZ Jasenovac für den Tod von mehreren tausend Menschen verantwortlich gewesen sei. Der schuldig sei, dass Menschen an Hunger und Seuchen starben, gefoltert und totgeprügelt, aufgeknüpft oder erschossen wurden. Dabei soll er sich nach Augenzeugen auch selbst an den Verbrechen aktiv beteiligt haben. Während der Verlesung der Anklageschrift grinste er mehrmals unbeholfen. Während Šakićs Leitung 1944 sind nachweislich mindestens 2401 Menschen im KZ Jasenovac ermordet worden. Er wurde im Oktober 1999 vom Zagreber Bezirksgericht der Kriegsverbrechen an Zivilisten im Sinne der Anklage für schuldig befunden und zu 20 Jahren Haft im Gefängnis von Lepoglava verurteilt, das während der Ustascha-Herrschaft als KZ Lepoglava gedient hatte. Der Prozess um Dinko Šakić war der erste Kriegsverbrecherprozess gegen Ustaschaleute im heutigen Kroatien.

### Tod
Šakić starb am 20. Juli 2008 im Alter von 87 Jahren. Er war zu der Zeit der letzte noch lebende KZ-Kommandant in Haft. Er wurde auf dem Zagreber Mirogoj-Friedhof in Ustascha-Uniform beigesetzt, was zu Kontroversen und internationaler Kritik führte.

## Öffentliche Wahrnehmung
Im Fernsehen brüstete Šakić sich mit seinen Taten und galt als Symbolfigur für den Terror des kroatischen Ustascha-Staates gegen Serben, Juden, Roma und Regimegegner, sodass er in den Medien als „der Schlächter“ bezeichnet wurde.
Nach dem 3:0-Sieg Kroatiens über Deutschland im Viertelfinale bei der Fußball-Weltmeisterschaft 1998 in Frankreich zogen Jugendliche, laut „Dinko Šakić“ skandierend, über den Zagreber Ban-Jelačić-Platz.

## Familie
Dinko Šakić war mit Nada Šakić, einer Schwester von Ustascha-General und Kriegsverbrecher Vjekoslav Luburić, verheiratet. Sie war Wärterin im KZ Stara Gradiška, einem Außenlager des KZ Jasenovac.